# Мисс мира 1995
Мисс Мира 1995 (англ. Miss World 1995) — 45-й ежегодный конкурс красоты, проходивший 18 ноября 1995 года во Sun City Entertainment Center, Сан-Сити, ЮАР. В конкурсе участвовали 84 девушки. Победила Жаклин Агилера, представлявшая Венесуэлу.

## Results

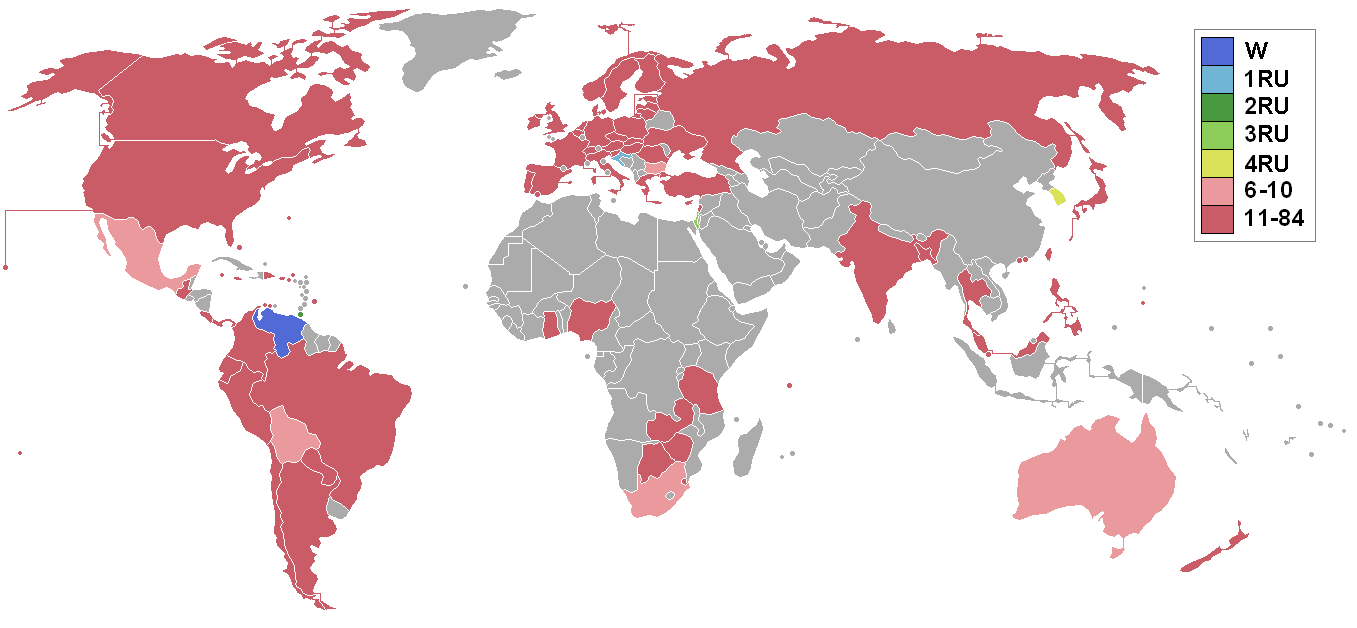
Страны-участницы конкурса «Мисс Мира» — 1995 года

| Финальный результат | Участницы |
| Мисс Мира 1995      | - Венесуэла — Жаклин Агилера |
| 1-я Вице Мисс       | - Хорватия — Anica Martinović |
| 2-я Вице Мисс       | - Тринидад и Тобаго — Michelle Khan |
| 3-я Вице Мисс       | - Израиль — Miri Bohadana |
| 4-я Вице Мисс       | - Республика Корея — Choi Yoon-young |
| Полуфиналистки      | - Австралия — Melissa Porter - Боливия — Carla Morón - Болгария — Evgenia Kalkandzhieva - Мексика — Alejandra Quintero - ЮАР — Bernelee Daniell |

### Континентальные Королевы красоты
| Континентальная группа | Участница                            |
| Африка                 | - ЮАР — Bernelee Daniell             |
| Америка                | - Венесуэла — Jacqueline Aguilera    |
| Азия и Океания         | - Республика Корея — Choi Yoon-young |
| Карибы                 | - Тринидад и Тобаго — Michelle Khan  |
| Европа                 | - Хорватия — Anica Martinović        |

### Специальные награды
| Награда                    | Участницы                         |
| Лучший национальный костюм | - Хорватия — Anica Martinović     |
| Мисс Личность              | - Нигерия — Toyin Raji            |
| Мисс фотогеничность        | - Венесуэла — Jacqueline Aguilera |

### Топ
Топ-10
| 1. Корея 2. Боливия 3. Тринидад и Тобаго 4. Хорватия 5. Мексика | 6. Австралия 7. Южная Африка 8. Болгария 9. Венесуэла 10. Израиль |

Топ-5
1. Венесуэла
2. Хорватия
3. Израиль
4. Тринидад и Тобаго
5. Корея

## Участницы
| - Виргинские Острова (США) — Roshini Nibbs - Аргентина — María Lorena Jensen - Аруба — Tessa Pieterz - Австралия — Melissa Porter - Австрия — Elizabeth Unfried - Багамские Острова — Loleta Marie Smith - Бангладеш — Yasmin Bilkis Sathi - Барбадос — Rashi Holder - Бельгия — Veronique De Kock - Бермуды — Renita Minors - Боливия — Carla Patricia Morón Peña - Ботсвана — Monica Somolekae - Бразилия — Elessandra Cristina Dartora - Виргинские Острова (Великобритания) — Chandi Trott - Болгария — Evgenia Kalkandjieva - Канада — Alissa Lehinki - Острова Кайман — Tasha Ebanks - Чили — Tonka Tomicic Petric - Китайская Республика — Hsu Chun-Chun - Колумбия — Diana María Figueroa Castellanos - Коста-Рика — Shasling Navarro Aguilar - Хорватия — Anica Martinović - Кюрасао — Danique Regales - Кипр — Isabella Giorgallou - Чехия — Katerina Kasalova - Дания — Tine Bay - Доминиканская Республика — Patricia Bayonet Robles - Эквадор — Ana Fabiola Trujillo Parker - Эстония — Mari-Lin Poom - Финляндия — Terhi Koivisto - Франция — Helene Lantoine - Германия — Isabell Brauer - Гана — Manuela Medie - Гибралтар — Monique Chiara - Греция — Maria Boziki - Гуам — Joylyn Muñoz - Гватемала — Sara Elizabeth Sandoval Villatoro - Нидерланды — Didi Schackmann - Гонконг — Shirley Chau Yuen-Yee - Венгрия — Ildiko Veinbergen - Индия — Preeti Mankotia - Ирландия — Joanne Black - Израиль — Miri Bohadana | - Италия — Rosanna Santoli - Ямайка — Imani Duncan - Япония — Mari Kubo - Республика Корея — Choi Yoon-young - Латвия — Ieva Melina - Ливан — Julia Syriani - Литва — Gabriele Bartkute - Макао — Geraldina Madeira da Silva Pedruco - Малайзия — Trincy Low Ee Bing - Мексика — Alejandra Quintero Velasco - Новая Зеландия — Sarah Brady - Нигерия — Toyin Enitan Raji - Норвегия — Inger Lise Ebeltoft - Панама — Marisela Moreno\|Marisela Moreno Montero - Парагвай — Patricia Serafini Geoghegan - Перу — Paola Dellepiane Gianotti - Филиппины — Reham Snow Tago - Польша — Ewa Jzabella Tylecka - Португалия — Suzana Leitao Robalo - Пуэрто-Рико — Swanni Quiñones Laracuerte - Румыния — Dana Delia Pintilie - Россия — Elena Bazina - Сейшельские Острова — Shirley Low-Meng - Сингапур — Jacqueline Chew - Словакия — Zuzana Spatinova - Словения — Teja Boškin - ЮАР — Bernelee Daniell - Испания — Candelaria Rodríguez Pacheco - Свазиленд — Mandy Saulus - Швеция — Jeanette Mona Hassel - Швейцария — Stephanie Berger - Французская Полинезия — Timeri Baudry - Танзания — Emily Adolf Fred - Таиланд — Yasumin Leautamornwattana - Тринидад и Тобаго — Michelle Khan - Турция — Demet Sener - Украина — Nataliya Shvachiy - Великобритания — Shauna Marie Gunn - США — Jill Ankuda - Венесуэла — Jacqueline María Aguilera Marcano - Замбия — Miryana Bujisic - Зимбабве — Dionne Best |

### Порядок участниц
| Дубай, Объединенные Арабские Эмираты - Австрия - Бангладеш - Бельгия - Кипр - Финляндия - Германия - Гана - Греция - Нидерланды - Гонконг - Венгрия - Индия - Ирландия - Италия - Ливан - Литва - Малайзия - Норвегия - Филиппины - Польша - Сингапур - Южная Африка - Швеция - Швейцария - Таиланд - Турция - Великобритания | Коморские острова - Американские Виргинские острова - Австралия - Британские Виргинские острова - Болгария - Канада - Хорватия - Чешская Республика - Гибралтар - Гватемала - Ямайка - Макао - Новая Зеландия - Нигерия - Панама - Португалия - Пуэрто-Рико - Румыния - Россия - Сейшельские острова - Испания - Свазиленд - Китайская Республика (Тайвань) - Танзания - Тринидад и Тобаго - Украине - Соединенные Штаты Америки | Сан-Сити, Южная Африка - Аргентина - Аруба - Багамские острова - Барбадос - Бермудские острова - Ботсвана - Бразилия - Каймановы острова - Чили - Колумбия - Коста-Рика - Кюрасао - Дания - Доминиканская Республика - Эквадор - Эстония - Франция - Гуам - Израиль - Япония - Корея - Латвия - Мексика - Парагвай - Перу - Словакия - Словения - Таити - Венесуэла - Замбия - Зимбабве |

## Заметки

### Вернулись
- Барбадос последний раз участвовал в 1990 году.
- Замбия последний раз участвовала в 1992 году.
- Бермудские острова и Литва последний раз участвовали в 1993 году.

### Отказались
- Исландия и Шри-Ланка потеряли франшизу на участие 1999 года.
- Китаю, Кении и Маврикию не удалось отправить своих делегатов.
- Нигерия снялась с конкурса из-за политических причин.

## Примечание
1. ↑  1995. Дата обращения: 11 марта 2015. Архивировано из оригинала 11 марта 2015 года.